# Orthographe du français
Par orthographe du français, on entend l'écriture en français. Il s'agit formellement de la transcription graphique, scripturale, d'éléments langagiers si non oraux, issus par leur histoire de l'oral (mots). En français, comme dans de nombreuses langues à écriture phonémique, l'écrit code des sons, lesquels assemblés forment des mots (à la différence des écritures logographiques ou idéographiques dans lesquelles l'écrit encode directement des mots, des concepts).
L'écriture du français est phonémique par essence. Toutefois, par son histoire, elle présente par rapport à d'autres langues une grande complexité (marques inaudibles, transcriptions multiples d'un même son, écritures de sons par deux lettres (digrammes) encodant d'autres sons par ailleurs…)

« Les mots écrits ont leur beauté propre. L'œil aime à retrouver, dans leur forme, leur origine et leur histoire. Notre langue, réduite aux seuls signes graphiques indispensables, aurait l'air d'une langue sans passé. L'orthographe historique est peut-être ce qui conserve le mieux les mots intacts, ce qui les empêche d'être altérés, usés, mangés par la prononciation; c'est comme l'armature qui les soutient »

## Histoire
La fixation de l'orthographe française fut la conséquence de la promotion du français au statut de langue officielle sous le règne de François Ier, même s'il est probable qu'il y ait eu déjà auparavant des réflexions sur les normes qu'il fallait adopter. Au XVIIe siècle, en créant l'Académie française, chargée de rédiger le dictionnaire de référence, la monarchie centralisatrice a cherché à créer une sorte d'« orthographe d'État ». Au XIXe siècle, l'école publique et laïque a fait de l'orthographe strictement normalisée, sinon sa principale règle, du moins l'une des premières.
L'orthographe du français s'est fixée à partir du XIe siècle. Dès cette époque on constate en effet une cohérence dans les manuscrits en langue d'oïl. Cette orthographe a les caractéristiques suivantes :
- Les consonnes finales se prononcent ;
- /ɲ/ est noté ‹ ign › (gaaignier « gagner ») ;
- /s/ intervocalique est parfois noté ‹ s › (au lieu de ‹ ss ›) ;
- /k/ est parfois noté ‹ k › (au lieu de ‹ c › ou ‹ qu ›) ;
- us final est abrégé en x (voir Abréviation_médiévale#X (-us)) ;
- Il y a peu de lettres muettes et de lettres doubles ;
- /e/ est noté ‹ ez › ou ‹ es › ;
- /ɛ/ est noté ‹ es › ou ‹ e › suivi d'une consonne double[4].

À partir du XIIIe siècle, l'orthographe française connaît des bouleversements importants, la langue évoluant de l'ancien français au moyen français. Elle s'éloigne alors du phonétisme et devient plus « idéographique ». C'est à cette époque qu'apparaissent le s long, le point sur le i, le j.
Au début du XVIe siècle, l'orthographe commence à avoir un effet sur la prononciation. Des consonnes initialement muettes, introduites en suivant l'étymologie, commencent à être prononcées (le b de subtil par exemple). Sous l'impulsion d'imprimeurs et d'écrivains (notamment Ronsard), apparaît une orthographe réformée, plus proche de la prononciation : introduction des accents, suppression des « lettres grecques » (‹ ph ›, ‹ th ›, ‹ rh ›, ‹ y ›), du ‹ y › notant /i/, du ‹ ez › notant /e/, du ‹ x › final muet, remplacement de ‹ en › prononcé /ɑ̃/ par ‹ an ›. Mais le Dictionnaire francoislatin (1549) de Robert Estienne marque le retour à une orthographe ancienne (‹ y › notant /i/, ‹ es › notant /e/ ou /ɛ/, rétablissement des lettres grecques, suppression de la plupart des accents).
En août 1539, François Ier édicte l'ordonnance de Villers-Cotterêts qui remplace le latin par le français comme langue officielle des documents juridiques et administratifs. Ce texte est d'ailleurs lui-même rédigé en français sous le titre  « Ordonnance du Roy sur le faid de justice ». Cette décision favorisera l'homogénéisation de l'orthographe sur la base de l'étymologie latine. François Ier, qui fut surnommé le Père des Lettres, contribuera encore à l'établissement de la langue écrite par la création de l'Imprimerie nationale, du dépôt légal, du Collège royal (le futur Collège de France).
La deuxième moitié du XVIIe siècle sera cependant marquée par une certaine renaissance de l'orthographe « moderniste »  suivant le principe que l’usage détermine la règle. En 1635, le cardinal de Richelieu crée l’Académie française dans le but de normaliser et de perfectionner la langue française. Dès lors, l’Académie sera le lieu où s'édicteront les règles de la langue écrite officielle mais aussi savante. La rédaction d'un Dictionnaire de l'Académie française sera l'occasion de définir une orthographe lexicale qui tienne compte à la fois de l'usage, de l'étymologie et des contraintes phonétiques. L'Académie française choisit d'utiliser dans la première édition de son Dictionnaire (1694) l'orthographe des greffes royaux, c'est-à-dire une orthographe archaïsante, proche de celle préconisée au siècle précédent par Robert Estienne.
En 1718, avec sa seconde édition, le Dictionnaire introduit de façon systématique les lettres j et v en remplacement des lettres  muettes qui permettaient jusqu'alors de distinguer les mots homonymes écrits respectivement avec les lettres i et u (ainsi « apuril » devient « avril »). Par ailleurs, certaines lettres étymologiques sont supprimées, de même que certains « s » muets internes. Dans le même temps, d'autres lettres muettes font leur apparition, souvent pour rappeler l'étymologie latine (le g de doigt en référence à digitus) des mots, parfois pour d'autres raisons (le h introduit dans huile ou le l ajouté à ennuyeulx n'ont rien d'étymologique). En 1740, avec la troisième édition, un tiers des mots change d’orthographe et les accents apparaissent (par exemple, « throne, escrire, fiebvre » deviennent « trône, écrire, fièvre, etc. »). En 1836, dans la sixième édition du Dictionnaire, l'Académie impose que les terminaisons en « ois » qui se prononcent « è » s’écrivent désormais avec « ais » (« français », « j’étais »…).
Au début du XIXe siècle, l'orthographe se fixe et, contrairement aux autres pays romans, c'est le courant étymologiste qui prévaut et non pas phonétique.
L'orthographe a ainsi évolué au fil des décisions de l'Académie mais aussi sous l'influence des linguistes, lexicographes, grammairiens et autres savants qui produisent nombre de dictionnaires et encyclopédies (Diderot et d'Alembert, Pierre Larousse). Les imprimeurs forment une autre source d'influence sur l'orthographe. Et parallèlement, l'institution scolaire jouera un grand rôle dans les évolutions de l'orthographe tant dans l'émergence de nouvelles pratiques que dans la résistance à certaines réformes (celle de 1990, par exemple).

## Réformes (appliquées et diffusées par l'administration), et tentatives
- Propositions de 1562 : Pierre de La Ramée propose la distinction du U et du V, du I et J, ainsi que les trois E : e, é, è.

- Réforme de 1718 : plusieurs simplifications sont adoptées, par exemple le es est écrit ê selon la prononciation[8],[9].

- Réforme de 1740 et 1762 : un tiers des mots voient leur orthographe modifiée[10],[11],[12].

- Réforme de 1798 : continuation des simplifications et ajout de termes révolutionnaires[13],[11].

- Réforme de 1835 : un quart des mots voient leur orthographe modifiée ; le t est désormais rétabli au pluriel dans les mots du type enfans ; les terminaisons verbales en oi passent à ai (étoit devient était)[14].

- Réforme de 1878 : simplifications et introduction de quelques tolérances[15].

- Proposition d’Émile Faguet, adoptée par l’Académie française mais inutilisée dans son dictionnaire en 1935[11],[16].

- Réforme de 1935 : suppression de doubles graphies introduites en 1878[17].

- Propositions de Joseph Hanse (1972) sur la base du projet de normalisation de René Thimonnier (dont quelques-unes acceptées en 1976 par l'Académie française... qui ne les applique qu'en 1986 avant d'y renoncer totalement un an plus tard)[18],[19],[20],[11].

- Réforme de 1990 du Conseil supérieur de la langue française, approuvée à l'unanimité par l'Académie française[21].

## Réactions du monde enseignant francophone à l'égard de l'orthographe du français
Les différentes réformes de l’orthographe du français et [Quoi ?]leurs rectifications instantanées ont suscité de multiples débats dans la francophonie, particulièrement dans le domaine de l’enseignement. Tant les enseignants que les élèves réagissent de diverses manières aux rectifications orthographiques du français, notamment celles de 1990. Dans le domaine professionnel on distingue ces deux catégories d’enseignants :
Les partisans d’une réforme sont majoritairement les enseignants en fonction et futurs enseignants de primaire. En effet, les enseignants déjà en poste à l’école primaire sont les plus favorables à une nouvelle réforme, et cela s’explique par les difficultés que ces derniers rencontrent sur le terrain pédagogique. Les antiréformistes quant à eux sont pour partie les enseignants du collège. Les différentes positions qui sont prises par les enseignants francophones s’expliquent aussi par leur identité d’origine. Les justifications de deux pays francophones que sont l’Algérie et le Maroc, se fixent essentiellement sur la complexité du système orthographique du français, à l’écrit comme à l’oral, et à la difficulté à maîtriser ce système. En ce qui concerne la France, la Suisse, la Belgique et le Québec, ces pays éprouvent une réticence pour une nouvelle réforme orthographique. L’une des plus grandes raisons qui justifie cette hésitation est que le français est la langue maternelle de ces pays et qui, de surcroît, il fait partie de leur patrimoine immatériel
Par ailleurs, les enseignants francophones débattent de l'une des règles, jugée parmi les plus complexes de l'orthographe française, l’accord du participe passé. Les résultats d'une enquête menée auprès d’un public de collégiens suisses à Fribourg , montrent que les élèves de FLE et les classes francophones ne sont pas confrontés à des hésitations et incohérences pour les accords du participe passé, mais plutôt à une appropriation personnelle du problème. Ces élèves parviennent à créer des règles intuitives adaptées à leur besoin et à leur perception du langage, mais aussi à leurs connaissances grammaticales, sans pour autant s’attarder sur les règles formelles et traditionnelles. En revanche, les autres élèves restent fidèles aux règles scolaires, ces dernières leur servent d’appui, et même parfois ces règles fonctionnent d’une manière complémentaire avec la norme intuitive des élèves. De ce fait, quelques régularisations de l’accord du participe passé ont été proposées. D’abord, dans les cas où un COD est antéposé, le participe passé pourrait s’accorder avec lui. Ensuite, les participes passés des verbes pronominaux pourraient s’accorder avec le sujet comme dans l’exemple suivant : [Longtemps, elle s’est couchée de bonne heure]. Enfin, dans le cas où le verbe est conjugué avec l’auxiliaire « être » avec un COD antéposé, le choix entre un accord avec le sujet ou le COD serait libre comme dans cet exemple: [Le coup de fil qu’ils se sont passés /passé et les lettres qu’ils se sont envoyés n’ont pas suffi à se comprendre] .

## Systèmes simplifiés, et projets de simplification
Plusieurs projets de simplifications du français existent. Ils proposent, par rapport à l'orthographe héritée et pratiquée le plus communément, d'utiliser et diffuser des normes très simples, par leur extrême régularité, notamment. Dans certains de ces systèmes d'écriture, l'écriture du français se rapproche d'autres langues à l'écrit quasi régulier (comme l'espagnol).
Parmi les objectifs de ces projets sont :
- anticiper les simplifications d'usage à l'œuvre, les régulariser, les théoriser ;
- simplifier l'apprentissage de l'écriture et de la lecture ;
- permettre à l'école une ré-allocation des efforts d'enseignement vers d'autres matières que l'orthographe et la grammaire.

Ces projets suivent souvent les axes suivants :
- suppression des marques inaudibles (de genre, de nombre, héritées...) ;
- usage d'un signe unique par son ;
- parfois remplacement des digraphes ("on", "ou", "eu"...) par un nouveau signe.

### Projets de complexification humoristique
Le collège de 'Pataphysique a proposé un "projet d'orthographe d'apparat", le 29 palotin 104. Par exemple:
- [a] s'écrit "igt", comme dans "doIGT"
- [ə] s'écrit "on", comme dans "mONsieur"
- [v] s'écrit "fh", comme dans "neuF Heure"

On écrirait donc "afhigtmneawaon" pour "évanescent"...